# Мар'є-Дмитрівська сільська рада
| Мар'є-Дмитрівська сільська рада — колишній орган місцевого самоврядування у Софіївському районі Дніпропетровської області з адміністративним центром у с. Мар'є-Дмитрівка. Сільській раді підпорядковані населені пункти: - с. Мар'є-Дмитрівка - с. Довгівка - с. Ковалеве - с. Кринички - с. Спокойствіє - с. Червоне Поле - с. Червоний Яр |

## Склад ради
Рада складалася з 16 депутатів та голови.

## Керівний склад сільської ради
| ПІБ                          | Основні відомості                                                                  | Дата обрання | Дата звільнення |
| ---------------------------- | ---------------------------------------------------------------------------------- | ------------ | --------------- |
| Погасій Олексій Анатолійович | Сільський голова, 1978 року народження, освіта, член Соціалістичної партії України | 26.03.2006   | 31.10.2010      |
| Демченко Ліна Володимирівна  | Сільський голова, 1970 року народження, освіта вища, член Партії регіонів          | 31.10.2010   |                 |

Примітка: таблиця складена за даними джерела